# Elimförsamlingen i Kyrkslätt
Elimförsamlingen i Kyrkslätt (Elim Kyrkslätt) är en pingstförsamling i Kyrkslätt i Nyland i Finland. Församlingen grundades 19 juni 1931 med Carl-Gösta Jansson som föreståndare.
Friggesby bönehus invigdes 1934. Under "Porkala-parentesen" 1944 utarrenderades Kyrkslätt till Sovjetunionen och medlemmarna skingrades. Man fick emellertid återvända 1956 och 19 maj 1963 återinvigdes Friggesby bönehus.

## Föreståndare
- Carl-Gösta Jansson
- Edvin Segersven
- Erik Vesterberg
- J. A. Lindqvist
- Gösta Bergstén
- Nils Björklund
- Helge Holmberg
- Karl-Gunnar Martin
- Drott Edberg
- Axel Nyholm